# Otite media
L'otite media è un'infiammazione dell'orecchio medio, o un'infezione dell'orecchio medio.
Si verifica nella zona tra la membrana timpanica e l'orecchio interno.

## Sintomatologia
I sintomi e i segni clinici che si riscontrano sono: dolore, febbre, vomito, ipoacusia, senso di occlusione, otorrea verso il concludersi del processo infettivo.

## Eziologia
Il raffreddore, la causa più comune negli infanti, si estende in alto lungo la tuba di Eustachio, condotto che collega la parte posteriore del naso all'orecchio medio. Questo condotto può essere ostruito dall'infiammazione o dall'ingrossamento delle adenoidi, spesso associato alle infezioni del naso e della gola. Di conseguenza, il liquido prodotto dall'infezione, insieme al pus nel caso di infezioni batteriche, non defluisce attraverso il condotto, accumulandosi nell'orecchio medio. I bambini hanno diverse caratteristiche che facilitano l'insorgenza della malattia come il diametro più piccolo dell'orecchio, larghezza, lunghezza e angolazione orizzontale ridotte della tuba di Eustachio.

### Fattori di rischio
Il principale fattore di rischio è il fumo passivo.
In età pediatrica l'abitudine ad utilizzare il ciuccio è strettamente correlata ad otiti medie recidivanti.

## Tipologia
- Otite media acuta purulenta
- Otite media cronica purulenta
- Otite media cronica colesteatomatosa
- Otite media virale acuta
- Otite media acuta necrotica
- Otite media allergica
- Otite media tubercolare
- Otite media cronica

## Complicanze
Le rare complicanze che si possono manifestare sono di due tipi: endotemporali e quelle endocraniche.
Fra le prime rientrano le labirintiti, la petrosite, e la paralisi del nervo faciale.
Nelle seconde ritroviamo ascessi, encefaliti e la leptomeningite, tromboflebiti del seno mascellare.

## Terapia
Il trattamento prevede:
- Antibiotici fra cui soprattutto l'amoxicillina per la forma acuta ad esempio servono 90 mg/kg al giorno (dose massima 2 g) a cui si può aggiungere del clavulanato. Altri principi attivi sono il cefdinir, la clindamicina, il ceftriaxone (50 mg/kg al giorno nella forma acuta).[3] In casi peggiori si possono utilizzare i TMP-SMX (il trimetoprim-sulfametoxazolo)
- Analgesici
- Decongestionanti nasali
- Irradiazione di calore verso il luogo dell'infezione
- Interventi chirurgici come la miringotomia, dove si effettuano delle incisioni per diminuire i versamenti (utilizzata soprattutto per la forma cronica) e la timpanostomia, inserimento di una piccola valvola che consente di drenare il liquido prodotto con l'infezione senza danneggiare il timpano.

In pediatria una possibile terapia è il Politzer crenoterapico.